# Campionati mondiali di volo con gli sci 1981
I Campionati mondiali di volo con gli sci 1981, sesta edizione della manifestazione, si svolsero dal 26 febbraio al 1º marzo a Oberstdorf, in Germania Ovest, e contemplarono esclusivamente la gara individuale maschile. Furono realizzate tre serie di salti.

## Risultati
| Posizione | Atleta          | Nazione   | Punti  |
| --------- | --------------- | --------- | ------ |
| 1         | Jari Puikkonen  | Finlandia | 1201,0 |
| 2         | Armin Kogler    | Austria   | 1140,5 |
| 3         | Tom Levorstad   | Norvegia  | 1068,0 |
| 4         | Markku Reijonen | Finlandia | 1013,0 |
| 5         | Horst Bulau     | Canada    | 1002,5 |
| 6         | Halvor Asphol   | Norvegia  | 996,0  |

Trampolino: Heini Klopfer

## Medagliere per nazioni
| Posizione | Nazione   | Oro | Argento | Bronzo | Totale |
| --------- | --------- | --- | ------- | ------ | ------ |
| 1         | Finlandia | 1   | 0       | 0      | 1      |
| 2         | Austria   | 0   | 1       | 0      | 1      |
| 3         | Norvegia  | 0   | 0       | 1      | 1      |